# 우이령
우이령(牛耳嶺)은 서울특별시 강북구 우이동과 경기도 양주시 장흥면 교현리 사이에 위치한 고개이다. 이 곳으로 우이령길이 지나고 있어 양주에서 서울까지 빠르게 갈 수 있었다. 하지만 1969년에 일어난 1·21 사태로 인해 우이령길이 폐쇄되면서 서울에서 양주까지 의정부를 거쳐 가야 하는 불편함이 계속되었다. 2008년에 와서 우이령길의 통행을 재개해야 하는 방안을 검토하였으나, 환경 훼손을 이유로 우이령길의 통행 재개를 반대하고 있는 사람도 있었다. 결국, 2009년 7월 10일에 탐방객 수를 제한하는 조건으로 우이령이 재개방되었다.
고르고 평탄한 길은 힘들이지 않고 걸을 수 있다. 제한적 개방이기 때문에 목책으로 경계를 지었지만 그 넘어 숲은 우거져 있고 아래로 흐르는 물소리는 청량감을 준다. 멀리 오봉을 바라보며 40여분을 걸으면 석굴암삼거리에 이른다.

## 관련 기사
- 임항 기자 (2008년 9월 5일). “북한산 우이령길 통행재개 놓고 논란”. 쿠키뉴스.[깨진 링크(과거 내용 찾기)]
- 이수용 우이령보존회 회장 (2008년 9월 5일). “우이령 개방, 보전대책이 먼저”. 내일신문.[깨진 링크(과거 내용 찾기)]
- 전익진 기자 (2008년 9월 3일). “우이령길 통행 재개 진통”. 중앙일보.[깨진 링크(과거 내용 찾기)]
- 이혜온 기자 (2008년 9월 7일). “'40년 출입 통제' 우이령길 개방 논란”. MBC 뉴스.[깨진 링크(과거 내용 찾기)]
- 이영란 기자 (2008년 8월 27일). “우이령길 시민통행 가능해질 듯”. 시민일보. 2008년 9월 27일에 원본 문서에서 보존된 문서.
- 김주한 기자 (2009년 7월 10일). “41년 만에 열린 우이령 숲길”. KBS 뉴스.[깨진 링크(과거 내용 찾기)]